# Вийгипуу, Кристель
Кри́стель Вийгипу́у (эст. Kristel Viigipuu; род. 19 августа 1990, Тарту) — эстонская биатлонистка, член сборной Эстонии по биатлону.

## Биография
Живёт в городе Элва. Тренеры — Рейн Педая, Антс Орассон.
В 2010 году на чемпионате мира по биатлону среди юниоров в спринте была шестой и в индивидуальной гонке завоевала седьмое место. Также участвовала в юниорских первенствах мира в 2008 и 2011 годах, но менее успешно.
В соревнованиях Кубка мира дебютировала в сезоне 2009/10 на этапе в Эстерсунде, заняв 108-е место в спринте. На этапе Кубка мира 2011/2012 в Эстерсунде впервые набрала очки, заняв 38-е место в индивидуальной гонке, этот результат стал лучшим в карьере и одним из двух попаданий в очковую зону (также было 40-е место в том же сезоне). По итогам сезона 2011/12 заняла 95-е место в общем зачёте.
На XXI зимних Олимпийских играх в 2010 году в Ванкувере входила в состав национальной сборной, заняла 83-е место в спринте и 18-е — в эстафете.
Принимала участие в нескольких чемпионатах мира (2011, 2012, 2013, 2015, 2017), лучший результат в личных видах — 55-е место в индивидуальной гонке в 2011 году.
Завершила карьеру в сезоне 2016/2017.